# Tellières-le-Plessis
Tellières-le-Plessis – miejscowość i gmina we Francji, w regionie Normandia, w departamencie Orne.
Według danych na rok 1990 gminę zamieszkiwały 42 osoby, a gęstość zaludnienia wynosiła 8 osób/km² (wśród 1815 gmin Dolnej Normandii Tellières-le-Plessis plasuje się na 843. miejscu pod względem liczby ludności, natomiast pod względem powierzchni na miejscu 864.).